# Кенорленд
Кенорленд — гипотетический суперконтинент, существовавший в неоархее. Один из древнейших (после Ваальбары и Ура) суперконтинентов. Название происходит от кеноранской фазы складчатости.
Палеомагнитные исследования указывают, что Кенорленд находился в низких широтах.

## Образование
Возникновение Кенорленда обусловлено плюмовыми процессами, которые привели к образованию континентальной коры в виде кратонов и их последующей аккрецией в единый суперконтинент. Кенорленд образовался около 2,72 млрд лет назад слиянием нескольких кратонов:
- Карельский
- Пилбара
- Каапвааль
- Сьюпириор

## Распад
- Лаврентия
- Фенносарматия
- Калахарийская платформа